# 張叔平
張 叔平（英名カナ読み: ウィリアム・チョン または ウィリアム・チャン）は、香港出身、香港映画を代表するアートディレクターである。
美術、衣裳デザインの他編集も手がけ、耽美かつ斬新な独特の映像世界を造形する。なかでも王家衛（ウォン・カーウァイ）と組んだ一連の作品は、国際的に高い評価を受けている。

## 主な作品
※美術及び衣裳デザインの区分に関しては、クレジットが美術のみの場合、衣裳デザインも含まれることが多い。

### 映画
- 愛殺 （1981年） 美術
- 打雀英雄伝 （1981年） 美術
- 蜀山奇傅 天空の剣 （1983年） 美術
- 似水流年 （1984年） 美術
- レスリー・チャン 嵐の青春 （1982年） 美術
- 鬼馬飛人 （1985年） 衣裳
- 最想念的季節 （1985年） 美術
- 1/2段情 （1985年） 美術
- 最愛 （1986年） 美術
- 夢中人 （1986年） 衣裳
- 恋愛季節 （1986年） 美術
- マカオ極道ブルース （1987年） 美術
- いますぐ抱きしめたい （1988年） 美術
- 説謊 的女人 （1989年） 美術
- ペディキャブ・ドライバー （1989年） 美術
- 欲望の翼 （1990年） 美術
- レッドダスト （1990年） 美術
- 莎莎嘉嘉站起来 （1991年） 美術
- チャイニーズ・ゴースト・ストーリー3 （1991年） 衣裳
- 暗戀桃花源 （1992年） 美術・衣裳
- スウォーズマン/女神伝説の章 （1992年） 衣裳
- スウォーズマン/女神復活の章 （1993年） 衣裳
- ドラゴン・イン/新龍門客棧 （1992年） 衣裳
- 果てぬ想い 醒夢季節 （1992年） 美術
- 大英雄 （1993年） 美術
- チャイニーズ・ファイター 天空伝説 （1993年） 美術
- 恋する惑星 （1994年） 美術・衣裳・編集
- 錯愛 （1994年） 美術･衣裳
- シスター・オブ・ドラゴン 天女武闘伝 （1994年） 衣裳
- バタフライ・ラヴァーズ （1994年） 美術･衣裳
- 金玉満堂/決戦!炎の料理人 （1995年） 美術・衣裳
- 天使の涙 （1995年） 美術・衣裳・編集
- トワイライト・ランデヴー （1995年） 美術・衣裳
- ブレード/刀 （1995年） 美術･衣裳
- 夜半歌聲/逢いたくて、逢えなくて （1995年） 衣裳
- 四面夏娃 （1996年） 製作･編集
- 天空小説 （1996年） 製作
- 花の影 （1996年） 衣裳
- 楽園の瑕 （1996年） 美術・衣裳・編集
- 008皇帝ミッション （1996年） 衣裳
- Wkw/tk/1996@/7’55”hk.net （1996年） 美術･編集･音楽
- ブエノスアイレス （1997年） 美術・編集
- 異邦人たち （2000年） 美術
- 花様年華 （2000年） 美術・衣裳・編集
- 藍宇 〜情熱の嵐〜 （2001年） 美術・衣裳・編集
- The Follow （2001年、※ショートクリップ） 美術･編集
- たまゆらの女 （2002年） 編集
- 天下無双 （2002年） 衣裳
- ブルー・エンカウンター （2002年） メイク（イメージデザイン）
- Six Days （2002年、※ショートクリップ）  編集
- 恋の風景 （2003年） 美術
- 愛の神、エロス（『エロスの純愛』編） （2004年） 美術・衣裳・編集
- 2046 （2004年） 美術・衣裳・編集
- 愛さずにいられない （2005年） 美術
- 西遊記リローデッド （2005年） 美術
- 長恨歌 （2005年） 美術・編集
- ディバージェンス 運命の交差点 （2005年） 美術
- Shadowboxer （2005年） 編集
- かちこみ! ドラゴン・タイガー・ゲート （2006年） 衣裳
- 最愛女人購物狂 （2006年） 美術（イメージディレクター）
- それぞれのシネマ（『君のために9千キロ旅をしてきた』編） （2007年） 美術
- マイ・ブルーベリー・ナイツ （2007年） 美術・編集
- 女人不壊 （2008年） 衣裳
- ミャオミャオ （2008年） 編集
- 用心跳 （2010年） 編集
- マーシャル・シティ〜超人大戦〜 （2010年） 編集
- さらば復讐の狼たちよ （2010年） 美術
- 金陵十三釵 （2011年） 衣裳
- 白蛇伝説〜ホワイト・スネーク〜 （2011年） 衣裳
- グランド・マスター（2013年） 編集・衣裳・美術
- モンキー・マジック 孫悟空誕生　（2014年） 衣裳
- 香港、華麗なるオフィス・ライフ（2015年） 衣裳・美術

### テレビドラマ
- 女巡按 （1998年） 衣裳
- 花木蘭 （1999年） 美術･衣裳
- 青蛇与白蛇 （2001年） 美術
- 如来神掌 （2002年） 美術
- 画魂 （2003年） 美術
- 大漢風 〜項羽と劉邦〜 （2004年） 衣裳
- 中華英雄 （2005年） 美術
- 周璇 （2006年） 美術
- 復讐の春秋 -臥薪嘗胆- （2006年） 衣裳

## 受賞歴
- 第53回カンヌ国際映画祭技術大賞 （2000年） - 『花様年華』
- ロサンゼルス映画批評家協会賞最優秀美術デザイン賞 （2005年） - 『2046』

その他、台湾金馬奨や香港電影金像奨等で多数の受賞歴がある。